# Onet-le-Château
Onet-le-Château är en kommun i departementet Aveyron i regionen Occitanien i södra Frankrike. Kommunen ligger  i kantonen Rodez-Nord som ligger i arrondissementet Rodez. År 2022 hade Onet-le-Château 12 062 invånare.

## Befolkningsutveckling
Antalet invånare i kommunen Onet-le-Château
Referens: INSEE